# Polyblastus nanus
Polyblastus nanus är en stekelart som beskrevs av Dmitriy R. Kasparyan 1973. Polyblastus nanus ingår i släktet Polyblastus och familjen brokparasitsteklar. Inga underarter finns listade i Catalogue of Life.